# San-Pédro (Costa d'Avorio)
San-Pédro  è una città, sottoprefettura e comune della Costa d'Avorio, situata nella regione di San-Pédro. È capoluogo dell'omonimo dipartimento e del Distretto di Bas-Sassandra, conta una popolazione di 261 616 abitanti.
È il secondo porto della nazione.

## Infrastrutture e trasporti

### Aeroporti
- Aeroporto di San-Pédro